# Bettencourt (sobrenome)

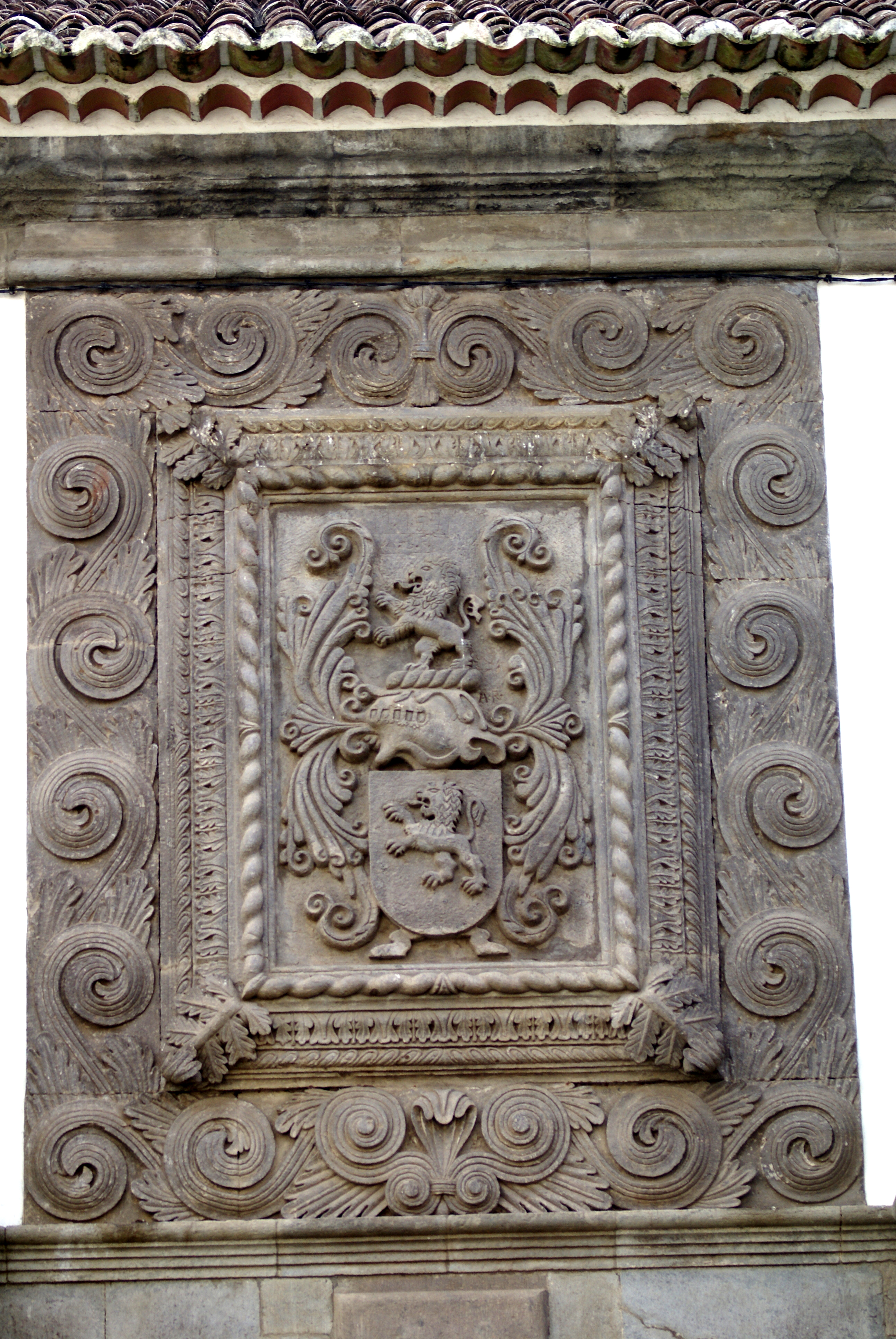
Brasão de Armas da Família Bettencourt que se encontra na fachada do Palácio Bettencourt em Angra do Heroísmo.

Bettencourt é um apelido de família da onomástica da língua francesa com raízes toponímicas.

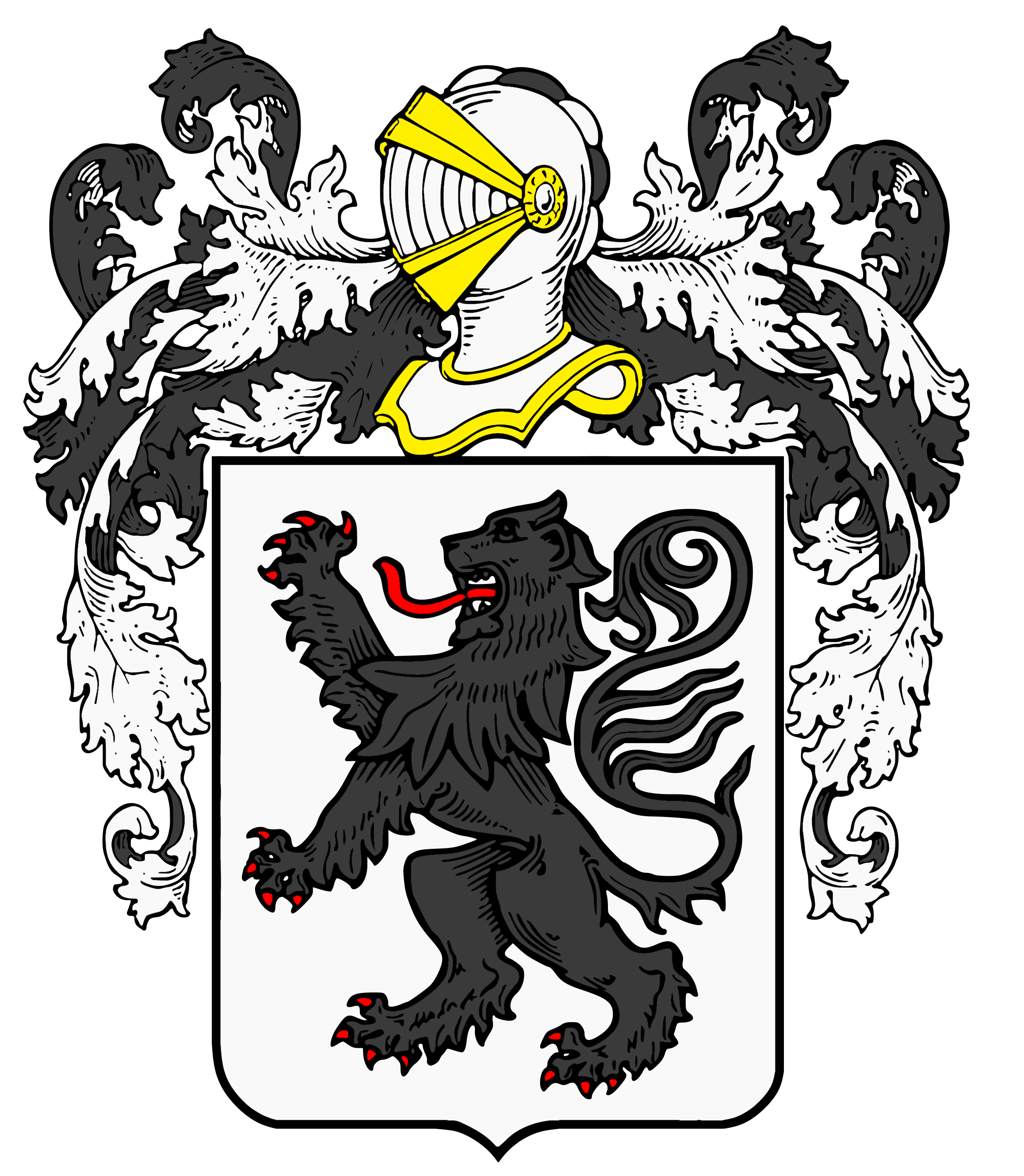
Brasão da família Bettencourt.

Os Bettencourt, sobrenome também grafado por vezes como Bitencourt, bithencourt ou Bittencourt, são originários da Normandia, onde foram Senhores de Béthencourt e Granville. Fixaram-se primeiro nas ilhas Canárias em 1402 nas pessoas de Henrique e Maciot de Bettencourt, sobrinhos de Jean de Bettencourt, que recebera o senhorio das ilhas e que se chegou a intitular rei das Canárias.
Das ilhas Canárias passaram à ilha da Madeira e desta para os Açores, na pessoa de Francisco de Bettencourt que faleceu em Angra em 1592, deixando como herdeiro o filho primogénito João de Bettencourt de Vasconcelos, tristemente celebrizado pela adesão que teve à causa de Filipe II de Espanha. Esta adesão valeu-lhe ter sido degolado na Praça Velha da cidade de Angra do Heroísmo, a mando da justiça do Prior do Crato.

## Origens históricas
A família Bettencourt é originária da França, da região da Normandia, lugar de Béthencourt, Nord na região de Nord-Pas-de-Calais na Picardia, pelo que o seu apelido é de raiz toponímica.
O primeiro desta família a chegar à Península Ibérica foi Messire Jehan de Bethancourt ou Jean de Bettencourt que partiu à descoberta ao comando de uma frota de naus, veio a encontrar o arquipélago das Canárias, das quais se intitulou rei.
Jean de Bettencourt não teve filhos, pelo que foram seus herdeiros Maciot Bettencourt e Henri de Bettencourt, seus irmãos.
Falecendo Maciot, vendeu Henri de Bettencourt aquelas ilhas ao Infante D. Henrique de Portugal, passando em seguida à ilha da Madeira, onde se fixou e teve as saboarias da ilha.
Jean de Bettencourt também não teve descendência legítima por ser Cavaleiro professo da Ordem de São João de Jerusalém, na altura chamada Ordem de Rodes.
No entanto obteve a legitimação de uma filha bastarda, que foi casada com Rui Gonçalves da Câmara, casamento de que também não houve descendência.
Perante esse facto a esposa instituiu com o citado marido o morgado que veio a ser conhecido por Morgado de Águas de Mel, chamando para seu primeiro administrador Gaspard de Bettencourt, seu primo.
Este Gaspard de Bettencourt teve muita descendência, que se dispersou tanto nas ilhas atlânticas como no continente português tendo o seu nome sido deturpado para Bethencourt e popularizado sob as mais diversas formas: Bettencourt, Betencour ou Betencur, Bittencourt, Bitencourt, etc.

## Brasão de armas
- De prata, um leão de negro, armado e lampassado de vermelho, Timbre: o leão do escudo.

## Lista dos Senhores de BettencourtNormandia,França
- Filipe, senhor de Bettencourt-en-Braye (1220 - ?)
- Joana de Bettencourt senhora de Bettencourt.
- João II, senhor de Bettencourt, (1310 - ?)

## Ao longo dos séculos os Bettencourt foram
- Barão da Fonte do Mato
- Barão de Gorutuba
- Barão de Jardim do Mar
- Barão de Ribeiro
- Barão de Albuquerque
- Barão de Correia Bettencourt
- Conde de Ribeiro Real
- Visconde da Torre Bela
- Visconde de Bettencourt
- Visconde de Carvalhais
- Visconde de Nogueiras
- Visconde de Nossa Senhora das Mercês
- Visconde de Ribeiro Real
- Visconde de Vila Nova de Ourém
- Fidalgos da Casa Real
- Senhor de Galdar
- Visconde da Fonte do Mato
- Morgado das Lajes do Pico
- Conde do Carvalhal
- Rei das Canárias
- Senhor de Bettencourt
- Arcebispo de Trêves
- Governador de Moçambique
- Grã-cruz da Ordem de Nossa Senhora da Conceição de Vila Viçosa
- Senhores do Morgado de Água de Mel